# Sylvain de Bosredon

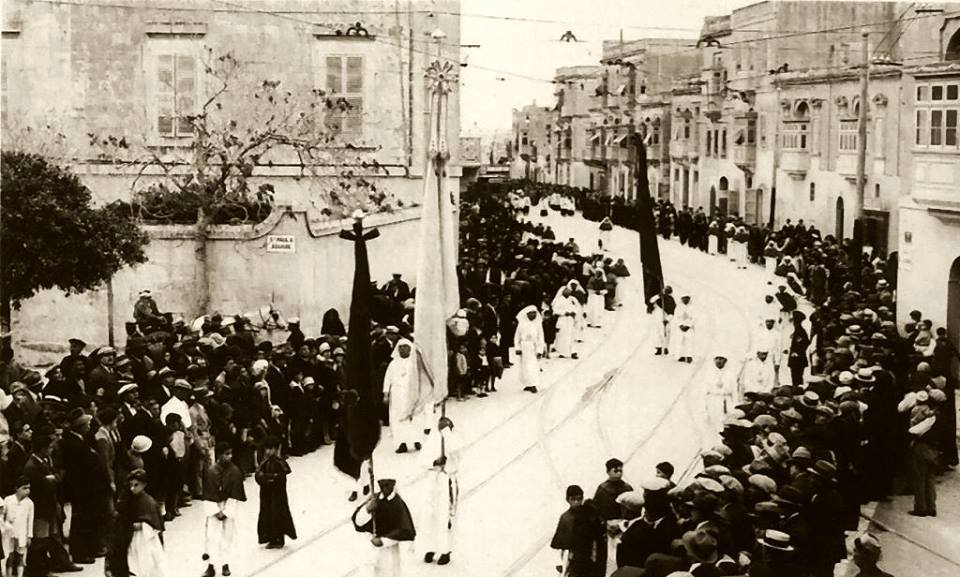
Casa Blacas w Ħamrun (po lewej), lata 1920.

Fra Sylvain de Bosredon (ur. 15 września 1756, zm. 4 września 1798) – francuski szlachcic, joannita i artysta pejzażysta, który w 1798 został stracony przez powstańców maltańskich podczas powstania przeciwko francuskiej okupacji Malty.

## Życiorys
Sylvain de Bosredon urodził się w 1756; jego rodzicami byli François de Bosredon i Marie-Anne de Chauvigny de Blot. Zgodnie z rodzinną tradycją wstąpił do Zakonu św. Jana na Malcie i 23 grudnia 1778 złożył śluby zakonne w langue Owerni. De Bosredon pełnił obowiązki w administracji Zakonu, znał jego prawo statutowe i pracował jako prokurator dla langue Owerni. Był również artystą, który malował głównie pejzaże w stylu późnego baroku z pewnymi nutami realizmu. W latach 80. XVIII wieku wraz z innym rycerzem joannitów i geologiem Fra Déodat Gratet de Dolomieu odbył podróż do Kalabrii, Lipari i Sycylii, malując w jej trakcie wiele pejzaży.
W 1790 de Bosredon wynajął dom na wsi znany jako Casa Blacas położony kilka mil od stolicy joannitów – Valletty. Kiedy francuskie siły rewolucyjne przejęły Maltę od joannitów w czerwcu 1798, de Dolomieu próbował przekonać de Bosredona, aby towarzyszył mu w kampanii egipskiej Napoleona, ale de Bosredon zdecydował się pozostać na okupowanej przez Francuzów Malcie z powodu problemów zdrowotnych.
2 września 1798 Maltańczycy zbuntowali się przeciwko okupacji, a dwa dni później grupa rebeliantów przybyła do Casa Blacas i oskarżyła rycerza o kolaborację. De Bosredon miał przekazywać informacje o działalności powstańczej swojemu wujowi Jeanowi de Bosredon de Ransijat, rycerzowi joannitów, który zajmował wysokie stanowisko we francuskim rządzie okupacyjnym.
Sylvain de Bosredon został następnie stracony przez rebeliantów w akcie samosądu. Według hrabiego Saverio Marchese „jego czaszka została rozszczepiona jak melon na dwie części za pomocą oskarda bez żadnej ceremonii, co bardziej przypominało obyczaj wojenny, i natychmiast pochowano go w ubraniu, które miał na sobie, w płytkim grobie przy głównych drzwiach willi w ogrodzie w pobliżu dwóch kolumn. Bardzo smutne, ale nieuniknione zdarzenie podczas furory zamieszek przeciwko spiskowcowi”.

## Dziedzictwo
Niektóre obrazy wykonane przez de Bosredona są obecnie przechowywane w Muzeum Katedralnym w Mdinie.